# Маја Харисон
Маја Мари Харисон (енгл. Mýa Marie Harrison, познатија као Маја (енгл. Mýa); Вашингтон, 10. октобар 1979) америчка је певачица, плесачица, текстописац и глумица. Рођена је у музичкој породици, а пре него што је професионално почела да се бави музиком, учествовала је у толк шоу Teen Summit. Године 1996. потписала је уговор са издавачком кућом Interscope records, преко које је издала први студијски албум под називом Mýa у априлу 1998 године. Албум је доживео критички и комерцијални успех, а на њему се налази успешни сингл It's All About Me, као и синглови  Ghetto Supastar (That Is What You Are) и Take Me There кој су такође имали успехе и били на музичким листама најбољих синглова широм света. It's All About Me освојио је номинацију за Греми награду. Други студијски албум Маје, под називом , објављен је у априлу 2000. године и доживео је светски успех, захваљујући албумским сингловима Case of the Ex и Free.
Године 2002. певачица је освојила Греми награду у категорији за „Најбољи поп сарадњу вокала” за обраду песме Lady Marmalade, на којој су учествовале и Кристина Агилера, Лил Ким и Пинк. Маја је преузела активнију улогу у продукцији својих нумера, а у јулу 2003. године објавија је трећи студијски албум Moodring. На албуму се нашао сингл My Love Is Like...Wo који је добио златни сертификат од стране Америчког удружења дискографских кућа. Након тога, Маја је променила издавачку кућу и одложила објављивање четвртог студијског албума. Маја је самостално објавила два екскузивна албума за тржиште Јапана, под називом Sugar & Spice (2008) и K.I.S.S. (Keep It Sexy & Simple) (2011). У периоду између објављивања та два албума, покренула је независну дискографску кућу Planet 9 и такмичила се у музичкој емисији Плес са звездама, где је завршила на другом месту. Као независна уметница, објавила је ритам и блуз ЕП-ове With Love (2014), Sweet XVI (2014) и Love Elevation Suite (2015). Године 2016. објавила је седми албум под називом Smoove Jones, који је био номинован за Греми награду. Осми студијски албум TKO (The Knock Out) објављен је 20. априла 2018. године, а објављен је како би обележила двадесетогодишњицу дебитанског албума.
Поред музичке каријере, бави се и глумом. Прву улогу у дугометражном филму имала је 1999. године у трилеру In Too Deep заједно са Омаром Епсом. Након тога имала је улоге у филмовима Чикаго (2002), Прљав плес (2004), Јесте ли за плес? (2004) и у филму Уклети (2005). Маја је сарађивала и подржала неколико брендова као што су Кока-кола, Гап, Ајсберг, Томи Хилфингер и Моторола. Остварила је значајне доприносе на пољу ритам и блуз музике, а 2009. године часопис Билборд истакао је како је Маја међу њихових 100 најбољих уметника двехиљадитих година, на деведесет и седмом месту. До октобра 2009. године продала је 3,2 милиона албума у Сједињеним Америчким Државама и 7 милиона албума широм света.

## Биографија
Маја Мари Харисон рођена је 10. октобра 1979. године у Вашингтону. Прва је од троје деце у породици оца Шермана, музичара и певача и мајке Терезе која је рачуновођа. Одрасла је у Мериленду, предграђу Вашингтона заједно са браћом Чазом и Ниелом. Као дете имитрирала је Мајкла Џексона и у раном детињству заинтересовала се за музику. Током одрастања похађала је часове виолине, али јој је плес била примарна активност после часова. Часове балета похађала је од 1982. године, када је имала само две године, а часове џеза и тепа када је имала четири године. Иако је након неколико година изгубила интересовање са десет година, када је напунила дванаест поново се заинтересовала за плес. Током похађања плеса, имала је прилике да учи од најпознатијег плесача у Сједињеним Државама, односно од Сејвиона Гловера, који је држао часове у Вашингтону. Гловер је касније изабрао Мају за учешће у соло споту и наступу плесног студија „Кенеди”.
Током детињства, Маја је понекад имала непријатна искуства, доживела је вређање на ентничкој припадности, али њена достигнућа у плесу помогла су јој да заборави и савлада те непријатне ситуације, као и да се избори са вршњачким притиском. Када је одрасла, подучавала је групе девојчица о самопоштовању, одрастању и саветовала их како да издрже притисак вршњака и родни стереотип. У периоду од 1996. до 1998. године била је плесачица хип хоп толк шоуа Teen Summit. Такође, Маја је предавала деци хип хоп и џез плес. Када је имала петнаест година заинтересовала се за музику, а њен отац професионални музичар помогао јој је да усаврши гласовне способности. Када је схватио да његова ћерка жели да се озбиљно бави музиком, помогао јој је да сними демо касету и привукао пажњу председника и главног извршног директораУниверзитета музике Хакуа Ислама. Након што је завршила средњу школу Еленор Рузвелт у Гринбелту, Маја је похађала часове на Универзитету Мериленд, али њен глави циљ је био да сними студијске песме.
Маја је веганка, а раније је била вегетаријанац, промовише вегански начин живота у име непрофитне организације ПЕТА.

## Каријера

### 1998—1999: Почетак професионалне каријере
Нако што је потписала уговор са издавачком кућом , Маја је провела наредне две година како би снимила први студијски албум. Хаку Ислам ангажовао је тим сарадњика који су сарађивали са Мајом, укључујући Миси Елиот, Барбифејс, Дру Хил, Дарил Персон, Дијен Ворен и друге музичаре, док су људи из издавачке куће предвиђали да ће Маја бити у рангу са популарним тинејџерским певачицама као што су Алија, Моника и Бренди Норвуд. Алум под називом Mýa, певачица је објавила у априлу 1998. године и он је био на двадесет и деветом месту америчке музичке листе Билборд 200, а продат је у 1,4 милиона примерака. Албум је добио платинасти сертификат од стране Америчког удружења дискографских кућа, за продају у преко милион примерака у Сједињеним Државама. Албум је укупно продат у два милиона примерака широм света. На албуму су се нашла три комерцијално успешна сингла, укључујући деби сингл It's All About Me, снимљен у сарадњи са ритам и блуз музичарем Сиском. Сингл је био међу десет најбољих нумера листе Билборд хот 100, као и песме Movin' On и My First Night with You.
Први студијски албум Маје добио је неколико признања, укључујући две номијације за награду Соул треин у категорији за „Најбољег ритам и блуз/соул извођача” и „Најбољи ритам и блуз соул албум” у категорији за жене. Због успеха са албумом, Маја је такође била номинована за награду НААЦП, у категорији за „Најбољег новог извођача”. Како би представила свој нови материјал, објавила је нумеру Take Me There која је била саундтрек анимираног филма Ругретси из 1998. године. Песма је била прва на листи синглова на Новом Зеланду, а нашла се међу двадесет у Уједињеном Краљевству, Ирској, Холандији и у Сједињеним Америчким Државама. Заједно са репером Ol' Dirty Bastard гостовала је на синглу музичара Праса под називом Ghetto Supastar, који је снимљен за његов истоимени албум из 1998. године. Песма је била светски хит и нашла се на великом броју музичких листа широм света, а Маја је због учешћа на песми добила прву номинацију за Греми награду у категорији за „Најбољу реп изведбу дуета или групе”. Ghetto Supastar такође се појавила на саундтреку за филм Булворт. Године 1999. Маја је имала прво појављивање у филму, на крими трилеру In Too Deep, где је имала улогу младе жене Лорете, а глума заједно са Омаром Епсом. Филм је добио мешане критике филмских критичара, али је остварио успех.

### 2000—2002: Нови албум и сарадње
Маја је крајем 1999. године започела продукцију албума Fear of Flying заједно са великим бројем музичких продуцената. Наслов албума делимично је инспирисан истоименим романом Ерика Јанга из 1973. године. Маја је на албуму била укључена у његову продуцкију и писање песама. Fear of Flying, други студијски албум Маје, објављен је 25. априла 2000. године, а песме на њему су хип хоп и соул жанра. Албум је дебитовао на петнаестом месту америчке музичке листе Билборд 200, а током прве недеље од објављивања продат је у 72.000 примерака. Први албумски сингл The Best of Me снимила је заједно са Џадакисом, а он није доживео комерцијални успех. Други албумски сингл, Case of the Ex постао је међународни хит и био две недеље на првом месту листе синглова у Аустралији, на другом месту у Сједињеним Државама и трећем месту у Уједињеном Краљевству. Због великог успеха сингла Case of the Ex, Маја је поново објавила албум Fear of Flying у јесен 2000. године са редукованим списком нумера, укључујући нове песме и трећи сингл под називом Free. Албум је Маји зарадио номинацију за Соул тренин награду у категорији за „Најбољи соул албум међу певачицама” и МОБО номинацију за „Најбољи албум”. Fear of Flying продат је у више од милион примерака у Сједињеним Државама, а додељен му је платинасти сертификат од стране Америчког удружења дискографских кућа. Златни сертификат, албум је добио од стране Кандске музичке индустрије и Аустралијске музичке индустрије.
Године 2001. Маја је у емисији канала МТВ, извела песму од Џенет Џексон под називом The Pleasure Principle. Исте године певачица је снимила баладу Where the Dream Takes You која се нашла на саундтрек албуму Atlantis: The Lost Empire. Мајин наредни пројекат је римејк песме Lady Marmalade коју је снимила заједно са Кристином Агилером, Лил Ким и Пинк, а песма је била саундтрек за филм Мулен руж. Песма је постигла светски успех, била је на више музичких листа широм света, укључујући Сједињене Америчке Држве, где је била пет недеља узастопно на првом месту листе Билборд хот 100.
На додели МТВ видео музичких награда, 2001. године, песма Lady Marmalade номинована је за шест награда и освојила је две, у категорији за „Најбољи видео из филма” и „Видео године”. Године 2002. музичари су извели песму Lady Marmalade на 44. додели Греми награде и освојили Греми награду у категорији за „Најбољу поп сарадњу вокала”. Након великог успеха албума Fear of Flying и песме Lady Marmalade, Маја је почела да се бави глумом. Имала је споредну улогу у филму Чикаго из 2002. године, који је доживео успех. Маја је похваљена за улогу у филму, а освојила је и неколико награда заједно са целом глумачком екипом. У марту 2003. године Маја се појавила на хип хоп алтернативној верзији песме Thin Line коју изводи музичка група Jurrasic 5.

### 2003—2007: Два нова студијска албума
Дана 26. јула 2003. године, издавачка кућа  објавила је трећи студијски албум Маје, под називом Moodring. Албум је продат у више од 113.000 примерака током прве недеље од објављивања и био је на трећем месту америчке листе Билборд 2000. Маја је била један од текстописаца и продуцената на албуму, а албумске песме укључују жанрове као што су поп рок, соул, хип хоп и ритам и блуз. Први албумски сингл под називом My Love Is Like ... Wo продуцирала је Миси Елиот, а он је био међу двадесет најбољих песама музичке листе Билборд хот 100. Други албумски сингл Fallen није доживео велики комерцијални успех, али је био међу четрдесет најбољих синглова Билбордове листе . Албум Moodring био је на првом месту листе албума у Сједињеним Америчким Државама, где је био осамнаест недеља. Албум је је продат у 589.000 примерака, а додељен му је златни сертификат од стране Америчког удружења дискографских кућа.
Године 2004. Маја је имала две мале улоге у филму Прљави плес и у романтичкој комедији Јесте ли за плес?. У оба филма Маја је глумила латино певачицу Лолу Мартинез. Такође током 2004. године, Маја је започела рад на новом студијском албуму, који је првобитно замишљен као пројекат под називом Control Freak, а прва верзија албума била је заказана за средину 2005. године, али је на крају певачица одлучила да напусти A&M records у јесен 2005. године. Године 2005. Маја је имала улогу у хорор филму Уклети, где је глумила младу жиртву Џени Тејт, заједно са Џошуом Џексон и Кристином Ричи. Након тога Маја је глумила у другој сезони ТВ серије Морнарички истражитељи као гошћа. Године 2006. појавила се у романтичној комедији The Heart Specialist коју је написао, продуцирао и режирао Денис Купер, филм је првобитно објављен под називом Ways of the Flesh, а премијерно је приказан на Бостонском филмском фестивалу 2006. године.
Током 2006. године, певачица је потписала уговор са издавачком кућом Universal Motown и наставила рад на њеном следећем албуму који је завршила у периоду од три месеца. Албум је класификован као „енергичан и урбан” са малим уделом ритма и блуза. Албум је на крају објављен под називом Liberation, 22. октобра 2007. године. У марту 2007. године, водећи албумски сингл под називом Lock U Down Маја је снимила у сарадњи са Лил Вејном и он је пуштен на радио станицама у Сједињеним Државама. Након малог комерцијалног успеха првог албумског сингла, други под називом Ridin' објављен је 12. јануара 2006. године, али ни он није доживео комерцијални успех. Због смањења буџета, албум је претрео бројне потешкоће и средином 2007. године случајно је процурео у Јапану, због чега је издавачка кућа  објавила албум Liberation за дигитално преузимање у октобру 2007. године. Године 2007. Маја је глумила у филму Метросексуалац, заједно са Шауном Бенсоном у главној улози. Филм је проказан на Бостонском филмском фестивалу, а добио је мешовите критике од стране филмских критичара.

### 2008—2013: Нови албуми и комерцијални успех
Године 2008. Маја је глумила у трилеру Cover у улози Синде, жртве АИДС-а. Наредну улогу остварила је у романтичној комедији Љубав на продају из 2008. године, а глумила је заједно са Џеки Лонгом и Џејсоном Вјувером у улози студентскиње Кели која има проблем у емотивној вези. Након раскидања уговор са издавачком кућом , Маја је наставила свој рад под окриљем сопствене независне издавачке куће Planet 9, под етикетом компаније Manhatan recors. Певачицин пети студијски албум под називом Sugar & Spice, објављен је 3. децембра 2008. годне у ритам и блуз и денс поп жанру, у Јапану. Албум је првенствено снимљен за тржиште азије, а претходио му је сингл Paradise објављен у децембру 2008.
Током 2009. године, Маја је имала улогу у филму Bottleworld. Након тога певачица је желела да објави још нумера и склопила уговор са издавачком кућом Young Empire Music Group, а након тога објавила свој први микстејп под називом  Микстејп је дебитовао на педесет и петом месту Билбордове листе . Током јесени 2009. године, Маја се појавила у деветој сезони ријалити емисије Плес са звездама, њен професионални партнер био је Дмитри Чаплин, а такмичење завришила на другом месту. Године 2010. позвана је да учествује у снимању римејка песме We Are the World 25 for Haiti. Након тога, певачица се појавила у филму Пентхаус из 2010. године у улози Рајдер Стронг, а филм је добио углавном негативне критике и оцене. Почетком 2011. године појавила се на синглу Love Is the Answer француског диск џокеја и музичког продуцента Седрика Гревалса.
Након сарадње са Седриком, Маја је објавила соло сингл Fabulous Life, који је био први сингл са њеног шестог студијског албума K.I.S.S. (Keep It Sexy & Simple) објављеног за тржиште Јапана. Албум је објављен у априлу 2011. године и добио је мешовите критике од стране музичких критичара. Албум је дебитовао на седамдесет и другом месту јапанске листе музичких албума под називом Орикон. K.I.S.S. (Keep It Sexy & Simple) за тржиште Сједињених Државама објављен је у децембру 2011. године и садржи неколико нових песама, укључујући песму Earthquake коју је Маја снимила са Трином и служи као водећи албумски сингл. У Сједињеним Државама, албум је дебитовао на седамдесет и четвртом месту листе Top R&B/Hip-Hop Albums.

### 2014—данас: Нови албуми и ЕП-ови
Године 2014. Маја је објавила ЕП за своју издавачку кућу Planet 9, под називом With Love, на којем се налазе четири нумере, у знак обележавања шенснаест година од првог сингла It's All About Me и исто толико година професионалног бављења музиком. Микстејп је добио углавном позитивне оцене од стране музичких критичара. У априлу 2014. године, глумила је заједно са Линдом Хамилтон у ТВ филму Bermuda Tentacles, који је добио негативне оцене. Истог месеца, певачица је објавила нови ЕП под називом Sweet XVI, а након тога и ЕП Love Elevation Suite, 2015. године. Седми студијски албум под називом Smoove Jones певачица је објавила 14. фебруара 2016. године. Албуму су претходили синглови Welcome To My World и Team You. Smoove Jones дебитовао је тридесетом месту Билбордове листе Top R&B/Hip-Hop, 5. марта 2016. године, добио је позитивне критике и номинацију за Греми награду у категорији за „Најбољи ритам и блуз албум” на 59. додели Греми награда.
Почетком септембра 2017. године Маја је истакла да ће ускоро изаћи њен сингл Ready for Whatever, али није нагласила када тачно. Сингл је објављен 22. септембра 2017. године, првенствено као сингл са њеног надолазећег албума. Нешто мање од два месеца касније, певачица је објавила песму Ready for Whatever 25. новембра 2017. године и она представља други албумски сингл. Трећи албумски сингл под називом You Got Me Маја је објавила 14. фебруара 2018. године и најавила четврти студијски албум .
Као Мина Кенеди, Маја је глумила у ТВ драми 5th Ward The Series, која је премијерно приказана 2. марта 2018. године. Након тога наставила је да објављује синглове, укључујући Damage и Knock You Out. Мајин чеврти студијски албум под називом , објављен је 20. априла 2018. године. Сингл G.M.O. (Got My Own) снимљен је са певачицом Тинк и објављен 31. августа 2018. године. Након тога, Маја је имала улогу у телевизијској ријалити серији Girls Cruise заједно са музичаркама Лик Ким и Чили, а серија је премијерно приказана 15. јула 2019. године. У фебруару 2019. године певачица је објавила песму With You, а два месеца касније спот и нумеру Down. Дана 13. маја 2019. године, објављена је Мајина песма Open, а у јуну исте године нумера Handsfree. У новембру 2019. године певачица је сарађивала са канадским репером Тонијем Ланезом, на песми Best of You // Busted, која се нашла на његовом албуму Chixtape 5. У априлу 2020. године Маја је објавила сингл под називом You Got Me, Part II.

## Дискографија
Студијски албуми
- Mýa (1998)
- Fear of Flying (2000)
- Moodring (2003)
- Liberation (2007)
- Sugar & Spice (2008)
- K.I.S.S. (Keep It Sexy & Simple) (2011)
- Smoove Jones (2016)
- TKO (The Knock Out) (2018)

## Турнеје
Мајине турнеје
- 2001: Fear of Flying Tour[133]
- 2003: House of Blues Tour[134]
- 2016: Smoove Jones Show Tour[135]
- 2018: T.K.O. Tour[136]

Сарадничке турнеје
- 2007: Seagram's Live (са Клипсом)[137]
- 2016: 3 R&B Superstars: Live in Concert (са бендовима 1112 и Blackstreet)[138]

Слободне турнеје
- 1998: Evolution Tour (са бендом Boyz II Men)[139]
- 2014: Full Frequency Tour (са Шоном Полом)[140]

Гостујуће турнеје
- 1998: Smokin' Groove Tour[141]
- 1999: Lilith Fair[142]
- 2000: All That! Music and More Festival[143]
- 2007: BET Black College Tour[144]
- 2016: RNB Fridays Live[145]
- 2019: Femme It Forward[146]
- 2020: KISSTORY Presents...The Blast Off! Tour[147]

## Филмографија

### Филмови
| Улоге Маје у филмовима |                   |               |                 |                   |
| Година                 | Српски назив      | Изворни назив | Улога           | Напомена          |
| 1999.                  |                   |               | Лорета          |                   |
| 2002.                  | Чикаго            |               | Мона            |                   |
| 2003.                  | Вулкански врх     |               | Жаде (глас)     |                   |
| 2004.                  | Првљави плес      |               | Лола Мартинез   |                   |
| 2004.                  | Јесте ли за плес? |               | Вемова вереница |                   |
| 2005.                  | Уклета            |               | Џени Тејт       |                   |
| 2006.                  | Бувља пијаца      |               |                 |                   |
| 2007.                  | Метеросексуалац   |               | Џесика          |                   |
| 2008.                  |                   |               | Синда           |                   |
| 2009.                  | Љубав на продају  |               | Кејли           |                   |
| 2010.                  |                   |               | Бри             |                   |
| 2010.                  | Пентхаус          |               | Митра           |                   |
| 2011.                  |                   |               | саму себе       | документарни филм |
| 2011.                  |                   |               | Валери          |                   |

### Телевизија
| Улоге Маје на телевизији |                        |               |                    |                  |
| Година                   | Српски назив           | Изворни назив | Улога              | Напомена         |
| 1999.                    | Сестра, сестра         |               | саму себе          | у једној епизоди |
| 1999.                    |                        |               | саму себе          |                  |
| 2001.                    |                        |               | саму себе          | у једној епизоди |
| 2001.                    | Вулкански врх          |               | Ју Ја-и            |                  |
| 2002.                    |                        |               | вуду свештеница    | у једној епизоди |
| 2003.                    |                        |               | саму себе          | у једној епизоди |
| 2004.                    |                        |               | Кира               | у једној епизоди |
| 2005.                    | Морнарички истражитељи |               | Саманта Џејд       | у једној епизоди |
| 2006.                    |                        |               | саму себе          | у једној епизоди |
| 2007.                    |                        |               | саму себе          | у једној епизоди |
| 2008.                    |                        |               | саму себе/учесница | у једној епизоди |
| 2009.                    | Плес са звездама       |               | саму себе/учесница | у 21 епизоди     |
| 2011.                    |                        |               | саму себе          | у једној епизоди |
| 2014.                    |                        |               | Пламер             |                  |
| 2018.                    |                        |               | Мина Кенеди        | у 6 епизода      |
| 2018.                    |                        |               | саму себе          | у једној епизоди |
| 2018.                    | Богови медицине        |               | Џеки Герет         | у једној епизоди |
| 2019.                    |                        |               | Флора              |                  |
| 2019.                    |                        |               | саму себе          |                  |